# Andrea Bajani

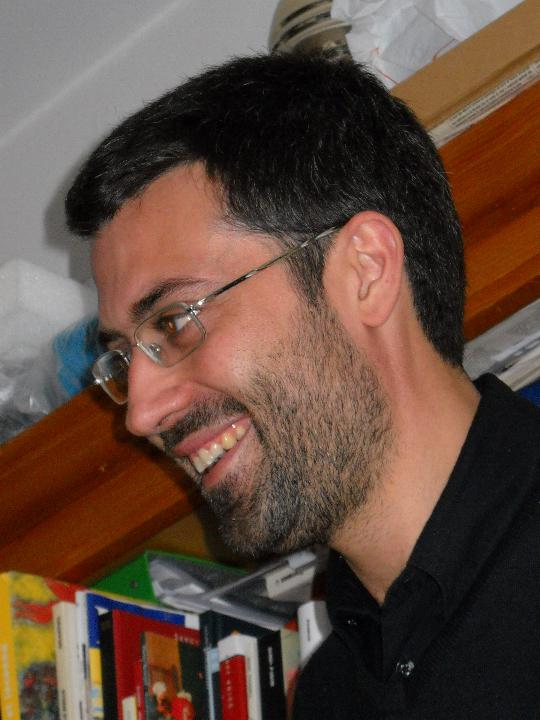
Andrea Bajani (2013).

Andrea Bajani (Roma, 16 de agosto de 1975) es un escritor y periodista italiano autor de novelas, cuentos, reportajes, obras de teatro y traductor del inglés y francés. Ha sido galardonado con el Premio Bagutta, el Premio Super Mondello, el Premio Recanati, el Premio Brancati y el Premio Lo Straniero.

## Biografía
Bajani nació en Roma. Siendo muy joven su familia se mudó a Cuneo, Piemonte, y más tarde a Turín, donde vive actualmente.
Sus artículos han sido publicados en los siguientes periódicos italianos y extranjeros: La Stampa, l’Unità, il manifesto, Il Sole 24 Ore y Libération.
Su obra ha sido traducida al inglés, español, francés y alemán. 

## Obra

### Novelas
- Morto un papa (Portofranco, 2002) ISBN 88-87952-17-5 88-87952-17-5
- Qui non ci sono perdenti (peQuod, 2003) ISBN 88-87418-63-2 88-87418-63-2
- Cordiali saluti (Einaudi, 2005) ISBN 88-06-17297-2 88-06-17297-2
- Se consideri le colpe (Einaudi, 2007) ISBN 978-88-06-18719-4 978-88-06-18719-4
- Ogni promessa (Einaudi, 2010)
- Presente (con Michela Murgia, Paolo Nori e Giorgio Vasta) (Einaudi, 2012) ISBN 978-88-06-20945-2 978-88-06-20945-2
- La mosca e il funerale (Nottetempo, 2012) ISBN 978-88-745-23542 978-88-745-23542
- Mi riconosci (Feltrinelli, 2013) ISBN 978-88-07-01943-2 978-88-07-01943-2
- Un bene al mondo (Einaudi, 2016)
- Il libro delle case (Feltrinelli, 2021) ISBN 978-88-07-03433-6.
- L'anniversario, Feltrinelli, Milano 2025, ISBN 978-88-07-03642-2.

### Cuento
- Paolino e la vita di città en Opere d'inchiostro (Rubettino,1999) ISBN 88-7284-824-5 88-7284-824-5
- Vicini en Lettere en-chiostro (Edictions, 1999) ISBN 88-87376-08-5 88-87376-08-5
- Il cielo dell'África è più grande che qui en Questa è l'África (Edizioni dell'Arco, 2004) ISBN 88-7876-004-8 88-7876-004-8
- Storia di un altro impiegato en Deandreide (BUR, 2006) ISBN 88-17-00952-0 88-17-00952-0
- Todo inclusive en Laboriosi oroscopi (Ediesse, 2006) ISBN 978-88-230-1151-9 978-88-230-1151-9
- La Dato scritta en fondo en 1987/2007 I venti racconti + uno (Edizione speciale por Marie Claire, 2007)
- Forse si muore così en Mordi&Fuggi (Manni, 2007) ISBN 978-88-8176-936-0 978-88-8176-936-0
- Grattacapo voce en Dizionario affettivo della lingua italiana (Fandango, 2008) ISBN 978-88-6044-065-5 978-88-6044-065-5
- No ci sono più le Vespe di una volta en ho visto cose (BUR, 2008) ISBN 978-88-17-02094-7 978-88-17-02094-7
- Il quarto strato en Le nuove ricette del cuore (Blu Edizioni, 2008) ISBN 978-88-7904-062-4 978-88-7904-062-4
- Andirivieni en Pene d'amore (Guanda, 2008) ISBN 978-88-6088-406-0 978-88-6088-406-0
- La morte di Babbo Natale en Natale sotto la Topo (interlinea, 2008) ISBN 978-88-8212-649-0 978-88-8212-649-0
- Tanto si doveva en Lavoro da morire. Racconti di un'Italia sfruttata, di AA.VV. (Einaudi, 2009) ISBN 978-88-06-19649-3 978-88-06-19649-3
- Un scuola sotto le macerie en Consiglio di classe (Ediesse, 2009) ISBN 978-88-230-1380-3 978-88-230-1380-3

### Poesía
- Promemoria (Einaudi, 2017)

### Reportaje
- Mi spezzo ma non m'impiego (Einaudi, 2006) ISBN 88-06-18072-X 88-06-18072-X
- Domani niente scuola (Einaudi, 2008) ISBN 978-88-06-19415-4 978-88-06-19415-4

### Teatro
- Acqua-Storie da un pianeta assetato, con Mariapaola Pierini, 2003
- Miserabili - Io e Margaret Thatcher, con Marco Paolini, Lorenzo Monguzzi y Michela Signori, 2007.
- 18.000 giorni. Il pitone, 2010.

### Traducciones
- Sono un assassino (Je suis un assassin, Éditions du Rocher, 2002) de Laurent Graeve (Instar Libri, 2003) ISBN 88-461-0048-4 88-461-0048-4
- Clima di paura (Climate of Fear, Profil Books Ltd., 2004) de Wole Soyinka (con Mariapaola Pierini) (Codice edizioni, 2005) ISBN 88-7578-017-X 88-7578-017-X

### Obras de Bajani traducidas a otros idiomas
- Saludos cordiales, trad. Carlos Gumpert Melgosa (Siruela, 2015) ISBN 978-84-16396-12-2
- Mapa de una ausencia, trad. Carlos Gumpert Melgosa (Siruela, 2017) ISBN 978-84-17041-41-0
- Très cordialement, trad. Vincent Raynaud (Éditions du Panamá, 2005) ISBN 2-7557-0101-3 2-7557-0101-3
- Si tu retiens les fautes, trad. Vincent Raynaud (Gallimard, 2009) ISBN 978-2-07-012366-7 978-2-07-012366-7
- Toutes les familles, trad. Vincent Raynaud (Gallimard, 2013) ISBN 9782070135035 9782070135035
- Mit herzlichen Grüßen, trad. Pieke Biermann (Deutscher Taschenbuch Verlag, 2010) ISBN 978-3-423-24793-1 978-3-423-24793-1
- Lorenzos Reise, trad. Pieke Biermann (Deutscher Taschenbuch Verlag, 2011), ISBN 978-3-423-24866-2 978-3-423-24866-2
- Liebe und andere Versprechen, trad. Pieke Biermann (Deutscher Taschenbuch Verlag, 2014), ISBN 978-3-423-24918-8 978-3-423-24918-8
- Every Promise, trad. Alistair McEwen (MacLehose Press, 2013) ISBN 9780857051479 9780857051479
- De belofte, trad.Yond Boeke, Patty Krone (Athenaeum-Polak & van Gennep, 2010) ISBN 9789025368814 9789025368814
- Wie houdt dan Posición?, trad. Yond Boeke, Patty Krone (Athenaeum-Polak & van Gennep, 2010) ISBN 9 789025367015

## Premios
- Premio Super Mondello 2008
- Premio Brancati 2008
- Premio Recanati 2008
- Premio Lo Straniero 2008
- Premio Bagutta 2011